# Conewago Canal
Der Conewago Canal war der erste in Betrieb genommene Schifffahrtskanal in Pennsylvania in den USA. Er ermöglichte der Binnenschifffahrt, die Conewago-Fälle am Susquehanna River zu passieren.

## Geschichte
Pennsylvania erteilte der Conewago Canal Company am 10. April 1793 die Konzession zum Bau und Betrieb des Kanals. Beim Bau kam es zu massiven Kostenüberschreitungen – am Ende erreichten die Baukosten das Fünffache des Voranschlags. Der Kanal wurde am 22. November 1797 mit einer kleinen Feier dem Betrieb übergeben, an der Thomas Mifflin teilnahm. 1885 wurde der Kanal mithilfe von 200 Arbeitern verbreitert, bevor er am Ende des 19. Jahrhunderts aufgrund der Konkurrenz der Eisenbahn stillgelegt wurde.

## Bauwerk
Der Kanal war fast eine Meile lang, 40 Fuß (ca. 12 m) breit und vier Fuß (1,2 m) tief. Es war einer der ersten Kanäle im Land, der Schleusen verwendete. Zwei Schleusen dienten der Überwindung der Höhendifferenz von 19 Fuß (ca. 6 m), eine dritte Schleuse am oberen Eingang zum Kanal diente als Sperrschleuse, die Hochwasser vom Kanal fernhielt. Die Schleusen hatten eine Abmessung von 12 Fuß × 80 Fuß (3,7 m × 24 m).